# شوهي أوغورا
شوهي أوغورا (باليابانية: 小椋 祥平) (8 سبتمبر 1985 في تشيبا في اليابان – )؛ هو لاعب كرة قدم ياباني سابق كان يلعب كلاعب وسط.

## وصلات خارجية
- شوهي أوغورا على موقع رابطة كرة القدم اليابانية للمحترفين (اليابانية)
- شوهي أوغورا على موقع قاعدة بيانات كرة القدم.إي يو (الإنجليزية)
- شوهي أوغورا على موقع Soccerway.com (الإنجليزية)
- شوهي أوغورا على موقع عالم كرة القدم.نت (الإنجليزية)